# Ugento
Ugento (Uscentu im lokalen Dialekt) ist eine süditalienische Gemeinde (comune). Ugento ist Sitz des katholischen Bistums Ugento-Santa Maria di Leuca.

## Geografie
Ugento hat 11.970 Einwohner (Stand 31. Dezember 2023). Es liegt in der Provinz Lecce in Apulien, im südlichen Salento, etwa 47,5 Kilometer südlich der Stadt Lecce direkt am Mittelmeer, am Übergang des Golfs von Tarent zum Ionischen Meer.

## Geschichte
Ugento ist möglicherweise mit einem Ort identisch, der in der Antike als Uxentum oder Ozan bekannt war. Im achten Buch der Aeneis wird Uxentum erwähnt, das von Uxens gegründet worden sein soll. Es handelte sich um eine Siedlung der Messapier. Eine andere Hypothese schlägt einen Ort namens Ausentum vor.
Bis 1020 stand die Gegend unter byzantinischer Herrschaft, als die Normannen die Gegend eroberten. 1537 wurde die Stadt bei einem Angriff osmanischer Truppen zerstört.

## Sehenswürdigkeiten
- Cripta del Crocifisso, eine kleine Krypta mit Fresken ca. 1 km außerhalb
- Chiesa di Santa Maria di Costantinopoli, direkt neben der Krypta gelegen
- Museo di Archeologia: Funde aus prähistorischer,  panhellenistischer (Magna Graecia) (z. B. Grab der Athleten, Zeusstatue) und römischer Zeit
- Collezione Adolfo Colosso (ca. 50 m vom Archäologischen Museum entfernt)

Für die oben genannten Museen bzw. Sehenswürdigkeiten kann man separate Eintrittskarten oder ein günstiges Kombiticket lösen.

## Verkehr
Der (kleine) Seehafen der Gemeinde liegt im Ortsteil Torre San Giovanni.
Die Strada Statale 274 Salentina Meridionale führt an dem Ort vorbei.
Der Bahnhof Ugento-Taurisano liegt an der Bahnstrecke Novoli–Gagliano Leuca.